# Friedrich Kirchner (Philologe)
Friedrich Albert Emil Kirchner (* 22. März 1840 in Glauzig, Provinz Sachsen; † nach 1903) war ein deutscher Gymnasiallehrer in Preußen.

## Leben
Kirchner besuchte das Friedrichsgymnasium in Frankfurt a. O. Nach dem Abitur studierte er an  der Friedrich-Wilhelms-Universität zu Berlin Klassische Philologie. Mit einer Doktorarbeit über den attischen Redner Andokides wurde er am 20. August 1861 zum Dr. phil. promoviert. Anfang Mai 1862 pro facultate docendi geprüft, war er bis Ostern 1863 Hilfslehrer am Gymnasium in Pyritz, bis Michaelis 1864 ordentlicher Lehrer und Alumnatsvorsteher am  Frankfurter Friedrichsgymnasium. Vom 1. Oktober 1864 bis zum 1. Dezember 1870 war er in Demmin erster Oberlehrer am Progymnasium und am Gymnasium. Anschließend war er bis Michaelis 1872 erster Oberlehrer und Prorektor am Gymnasium in Jauer, dann bis Anfang Juli 1877 Direktor des Gymnasiums zu Ohlau. Ebenfalls als Direktor kam er an das Gymnasium in Ratibor und Michaelis 1882 an das Realgymnasium zu Düsseldorf. Ostern 1903 wurde er in die Direktion der Ritterakademie (Liegnitz) berufen.

## Schriften

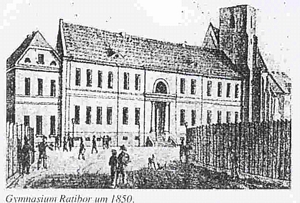
Gymnasium Ratibor (1850)

- De temporibus orationum Antiphontearum. Frankfurt/O. 1864.[4]
- Quaestionum Lysiacarum specimen. Demmin 1869.[5]
- De uicesima Lysiae oratione. Ohlau 1873.[6]
- Quaestiones Xenophonteae. Ratibor 1879.[7]
- Rückblick auf die 5 Jahre Tätigkeit des bei der Ritter-Akademie in Liegnitz eingerichteten Seminars für Kandidaten des höheren Schulamts. Liegnitz 1895.[8]